# باول ثينيس
باول ثينيس هو مدرب كرة قدم ولاعب كرة قدم بلجيكي في مركز الوسط، ولد في 16 مارس 1952 في Koersel ‏ في بلجيكا. شارك مع منتخب بلجيكا لكرة القدم. أما مع النوادي، فقد لعب مع بيفيرين وكيه في ميخيلين ونادي بيرنغن ونادي جينك ونادي سينت نيكلاس.

## وصلات خارجية
- باول ثينيس على موقع الاتحاد البلجيكي (الإنجليزية)
- باول ثينيس على موقع قاعدة بيانات كرة القدم.إي يو (الإنجليزية)
- باول ثينيس على موقع ناشيونال فوتبول تيمز (الإنجليزية)
- باول ثينيس على موقع عالم كرة القدم.نت (الإنجليزية)